# Dihaj
Diana Hacıyeva (ur. 13 czerwca 1989 w Mariupolu) – azerska piosenkarka i autorka tekstów. Reprezentantka Azerbejdżanu w 62. Konkursie Piosenki Eurowizji (2017).

## Życiorys

### Edukacja
Ukończyła studia na Akademii Muzycznej w Baku na wydziale dyrygentury chóralnej. Uczyła się też na londyńskim Instytucie Muzyki Współczesnej.

### Kariera
W 2011 startowała w krajowych eliminacjach eurowizyjnych, ale odpadła na etapie ćwierćfinałowym. W 2014 wydała singiel „I Break Again” z gościnnym udziałem Isfara Sarabskiego, a w 2015 – singiel „Gecələr keçir”.
W 2016 była chórzystką Səmry Rəhimli podczas występu w 61. Konkursie Piosenki Eurowizji w Sztokholmie, a także wydała kolejny singiel, „Complain”. W grudniu została ogłoszona przez azerską telewizję İctimai reprezentantką Azerbejdżanu w 62. Konkursie Piosenki Eurowizji w Kijowie. W marcu zaprezentowała premierowo konkursową piosenkę, „Skeletons”, która została wyłoniona w ramach konkursu zorganizowanego przez Ictimai TV. 9 maja wystąpiła w pierwszym półfinale konkursu i z ósmego miejsca awansowała do finału rozgrywanego 13 maja. Zajęła w nim 14. miejsce po uzyskaniu 120 punktów w tym 42 punkty od telewidzów (11. miejsce) i 78 pkt od jurorów (12. miejsce). 13 lipca wydała debiutancki album studyjny, zatytułowany The End of Sunrise (T.E.O.S.).

### Życie prywatne
W 2009 wzięła ślub z Ali Nasirovem. Mają córkę, Savi.

## Dyskografia

### Albumy studyjne
- The End of Sunrise

### Single
- 2014 – „I Break Again”
- 2015 – „Gecələr keçir”
- 2016 – „Complain”
- 2017 – „Eşqini aşagı sal”
- 2017 – „Skeletons”
- 2019 – „Dəşti təsnifi”